# أندرو بي. شتاينبرغ
أندرو بي. شتاينبرغ (بالإنجليزية: Andrew B. Steinberg)‏ هو محامي أمريكي، ولد في 12 أكتوبر 1958 في بيرث أمبوي في الولايات المتحدة، وتوفي في 20 مايو 2012 في تشيفي تشايس ‏ في الولايات المتحدة.